# Jakov Blažević
Jakov Blažević (Bužim kod Gospića, 24. ožujka 1912. – Zagreb, 10. prosinca 1996.) je bio političar za vrijeme Socijalističke Republike Hrvatske, komunistički prvak. Po struci je bio pravnik.
Nakon II. svjetskog rata bio je glavni javni tužitelj Narodne republike Hrvatske, te je osobno zastupao optužbu u montiranom političkom procesu blaženom Alojziju Stepincu. Potom je desetljećima obnašao najistaknutije političke dužnosti u komunističkom režimu; s Vladimirom Bakarićem i Mikom Špiljkom, spada među najutjecajnije hrvatske političare toga doba.

## Životopis
Pravni je fakultet završio u Zagrebu 1936. godine. Kao šesnaestogodišnjak postaje članom tada ilegalne Komunističke partije Jugoslavije, a 1940. godine izabran je za sekretara Okružnog komiteta Komunističke partije Hrvatske za Liku. 1941. je smijenjen s položaja sekretara na zahtjev Rade Končara. Vraćen je na dužnost u Lici, da bi 1943. bio ponovno smijenjen, te poslan na službu u ZAVNOH. U Zavnohu je na dužnostima vezanim uz pravosuđe.
Biran je i za člana Centralnog komiteta Komunističke partije Jugoslavije.
Bio je prvoborac; jedan od organizatora partizanskoga pokreta u Hrvatskoj. Godine 1943. postaje članom Izvršnoga odbora ZAVNOH-a, a godinu dana kasnije i prvim predsjednikom Vrhovnoga suda Zavnoha.
Nakon kraja II. svjetskog rata 1945. postao je prvim javnim tužiteljem Narodne Republike Hrvatske te se, između ostalih, našao i u svojstvu tužitelja u montiranom sudskom procesu Alojziju Stepincu. 
Od prosinca 1953. do srpnja 1962. je predsjednik Izvršnoga vijeća Sabora NRH, tj. hrvatski premijer. 
Od 1967. do travnja 1974. predsjednik je Sabora SRH. Istovremeno obnaša i dužnosti člana Predsjedništva Saveza komunista Jugoslavije (1969. – 1972.) te člana Predsjedništva Socijalističke Federativne Republike Jugoslavije (1971. – 1974.).  S tih dužnosti se bori protiv hrvatskog nacionalizma i ima važnu ulogu slomu Hrvatskog proljeća 1971. i progonu njegovih sudionika, makar je poneke od tih sudionika i zaštitio.
1974. godine postaje predsjednikom Predsjedništva Socijalističke Republike Hrvatske, koju dužnost obnaša punih 8 godina, nakon čega se u sedamdesetoj godini povlači iz aktivnoga političkog života. 1981. godine je objavio svoja sabrana djela, koju prigodu je iskoristio za opsežni napad na Katočku Crkvu - koja je u komunističkoj Jugoslaviji i inače bila diskriminirana (kao uostalom i druge vjerske zajednice). U sklopu tog napada, bio je na prvu stranicu knjige “Mač, a ne mir“ uvrstio poglavlje naslova “Stepinac je bio ustaša”.
Zbog svojih zasluga za Narodnooslobodilački pokret u Hrvatskoj dobio je 1953. godine odličje Orden narodnoga heroja. Blažević je bio glavni tužitelj u postupku na kojem je izrečena presuda blaženome Alojziju Stepincu.
Kao izrazito "tvrdi" komunist u svojim je memoarima ("Prepoznavanja - svjedočanstva revolucionara", Zagreb 1980.) čak i za bivšeg šefa Komunističke partije Hrvatske Andriju Hebranga koji je zatvoren i u zatvoru ubijen pod sumnjom da u vrijeme Rezolucije Informbiroa 1948. godine surađivao sa Sovjetskim Savezom, iznio da je navodno bio ne samo sovjetski, nego također i njemački i američki špijun. Izrazito negativne izjave o odavno mrtvom kolegi revolucionaru Andriji Hebrangu je Blažević ponavljao i kasnijih godina.

## Djela
- Ustavni amandmani na Ustav SR Hrvatske i SFRJ", Zagreb:  Narodno sveučilište grada Zagreba, Centar za aktualni politički studij, 1972.
- "O novom Ustavu socijalističke samoupravne demokracije: aktualnosti revolucije", Zagreb: Narodno sveučilište grada Zagreba, Centar za aktualni politički studij, 1973.
- "Tražio sam crvenu nit", »Zagreb«, Zagreb, 1976.
- "Bez alternative", Mladost, Zagreb, 1980.
- "Historijsko pamćenje", »Zagreb«, Zagreb [i.e. Samobor], 1982.
- "Mač, a ne mir: Za pravnu sigurnost građana", Mladost (Zagreb), Prosveta (Beograd), Svjetlost (Sarajevo), 1980.
- "Brazdama partije", [priređivač Vera Gerovac-Blažević], »Zagreb«, Zagreb, 1986.
- "O novom ustavu socijalističke samoupravne demokracije: aktualnosti revolucije", Narodno sveučilište grada Zagreba, Centar za aktualni politički studij, 1973.
- "Povijest i falsifikati", »Zagreb«, Zagreb [i.e. Samobor], 1983.